# Avenida Fray Vicente Solano

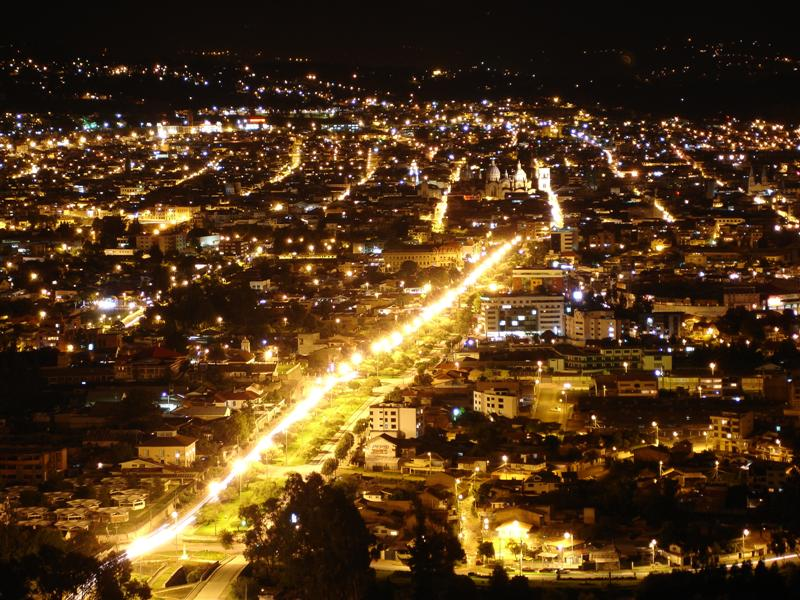
Vista nocturna de la Av. Solano

La avenida Fray Vicente Solano es un bulevar, que constituye una de las principales vías de la ciudad de Cuenca. Está ubicada al sur del centro de la ciudad, en la zona de El Ejido y es un elemento característico de la zona moderna de la ciudad. La avenida empieza en el Puente Centenario y termina en los Tres Puentes, además es uno de los límites de la parroquia urbana Huayna Cápac.

## Historia

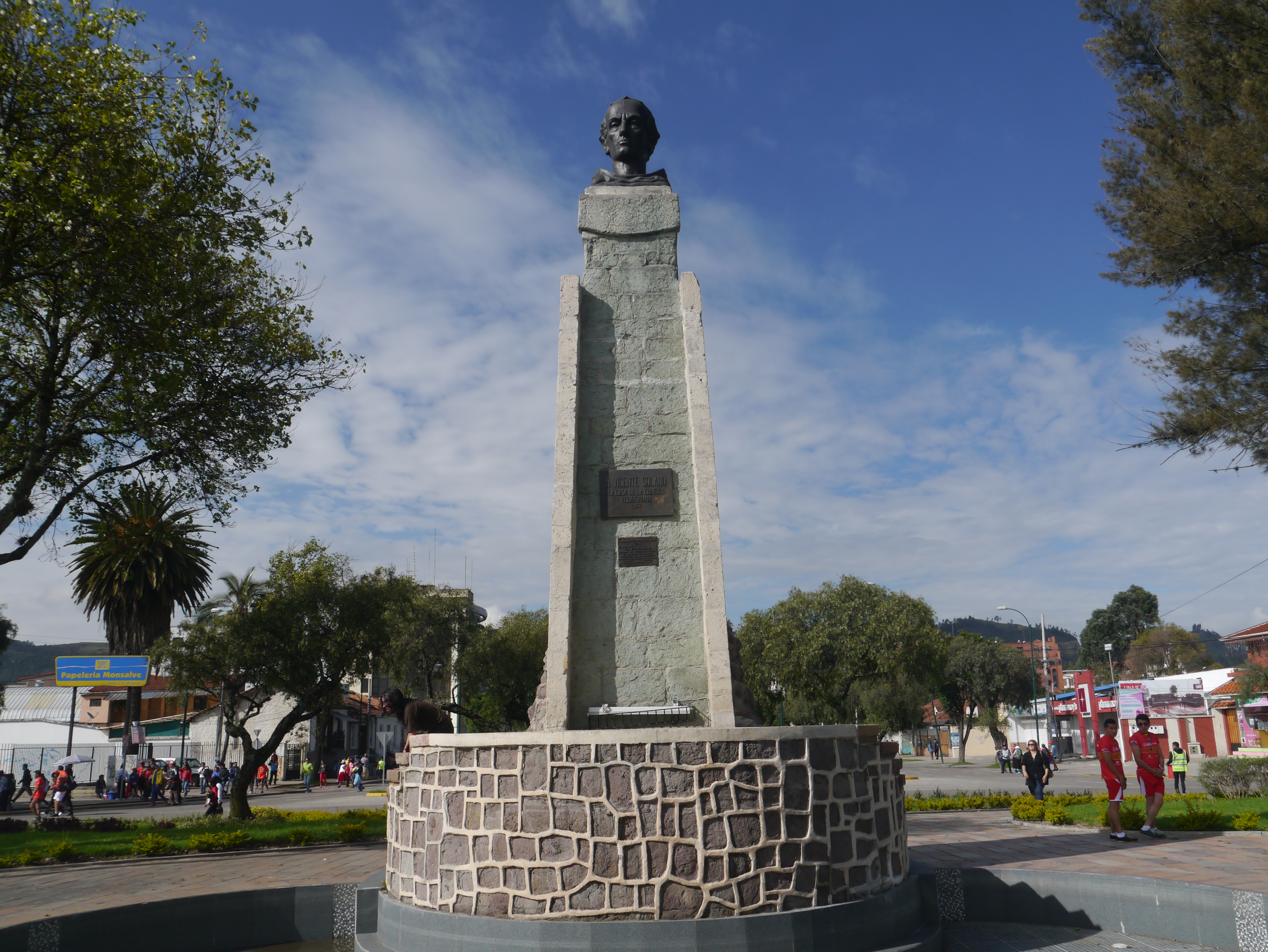
Busto de Fray Vicente Solano en uno de los redondeles del bulevar que lleva su nombre.

La avenida inicialmente se llamaba Paseo Solano en levantamientos de 1910 pero, en los años 40 con el Plan Regulador de Cuenca del arquitecto Gilberto Gatto Sobral, toma sus características actuales de una avenida con dos calzadas de tres carriles y un paseo arbolado al centro, siguiendo el concepto de urbanismo llamado Ciudad jardín. Su nombre es en honor del intelectual, teólogo y orador Vicente Solano.

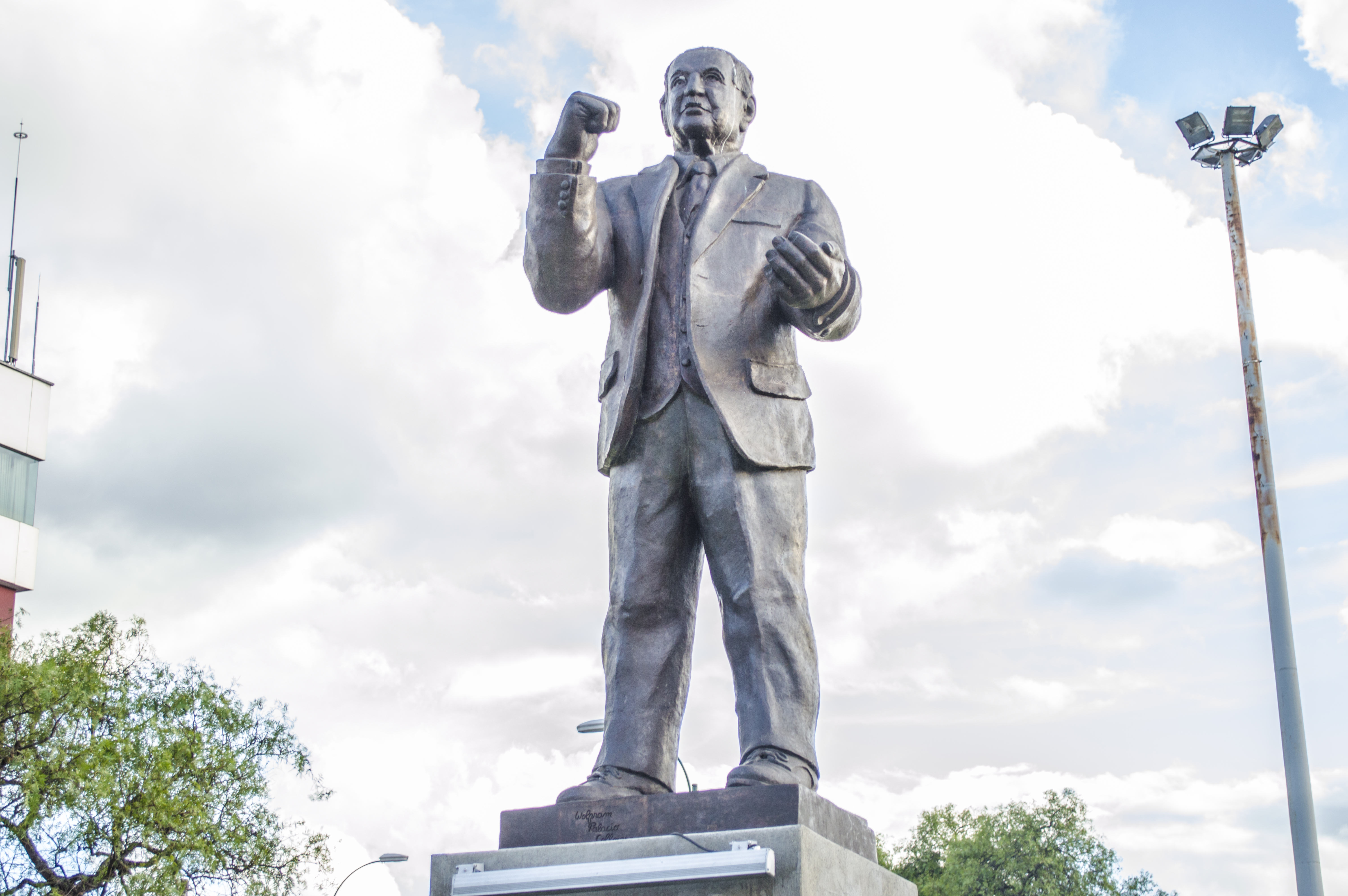
Monumento de Andrés F. Córdova en la avenida Solano

A lo largo de la avenida se ubican las edificaciones importantes como el colegio Benigno Malo, colegio de ingenieros civiles del Azuay (CICA), entre otros. Además, dentro del paseo se encuentran monumentos de personajes célebres de la ciudad: Remigio Crespo Toral, Carlos Cueva Tamariz, Andrés F. Córdova, etc.